# 千里達及托巴哥足球協會
千里達及托巴哥足球協會是專門管轄千里達及托巴哥足球事務的組織。千里達及托巴哥足球協會成立於1908年，並在1963年加入國際足協。此外，它還是中北美洲及加勒比海足球協會和加勒比海足球聯盟的成員之一。

## 外部連結
- 官方網頁
- 國際足協網頁（页面存档备份，存于）